# Jurij Kryworuczko
Jurij Kryworuczko, ukr. Юрій Криворучко (ur. 19 grudnia 1986 we Lwowie) – ukraiński szachista, arcymistrz od 2006 roku.

## Kariera szachowa
Pierwszy znaczący sukces odniósł w 2003 r., dzieląc I-III m. (wspólnie z Nazarem Firmanem i Aleksandrem Zubowem) w mistrzostwach Ukrainy juniorów do lat 18. W tym samym roku podzielił I m. w dwóch kołowych turniejach rozegranych we Lwowie. W 2004 r. ponownie podzielił I m. w mistrzostwach kraju do lat 18 oraz zdobył w Urgupie brązowy medal mistrzostw Europy w tej samej kategorii wiekowej (za Radosławem Wojtaszkiem i Jure Boriskiem). W 2005 r. zwyciężył w Calvi, Rybniku, Ołomuńcu (wspólnie z Michaiło Oleksienko) oraz Rodaticzi (wspólnie z Walerijem Awieskułowem), a w otwartym turnieju w Cappelle-la-Grande wypełnił pierwszą normę arcymistrzowską. W 2006 r. odniósł następne sukcesy: w Pardubicach i Ołomuńcu (dz. I m. wspólnie z Konstantinem Maslakiem) wypełnił dwie kolejne normy na ten tytuł, podzielił I m. w Pommerit-Jaudy (wspólnie z Jurijem Wowkiem) i Polanicy-Zdroju (memoriał Akiby Rubinsteina, wspólnie z Robertem Kempińskim i Bartoszem Soćko), zdobył złoty medal mistrzostw Ukrainy do lat 20, a w mistrzostwach świata juniorów w tej samej kategorii wiekowej zdobył medal brązowy (za Zawenem Andriasianem i Nikitą Witiugowem). W 2008 r. podzielił I m. w Cappelle-la-Grande (wspólnie z Konstantinem Czernyszowem, Erwinem l’Amim, Siergiejem Fiedorczukiem, Andriejem Diewiatkinem, Wugarem Gaszimowem, Vasiliosem Kotroniasem i Davidem Arutinianem) i Palaiochorze (wspólnie m.in. z Jewgienijem Postnym, Alberto Davidem, Steliosem Halkiasem i Mircea Parligrasem) oraz zajął X m. w indywidualnych mistrzostwach Europy w Płowdiwie, natomiast w 2009 r. podzielił I m. w Reykjaviku (wspólnie z Héðinnem Steingrímssonem, Hannesem Stefanssonem i Mihailem Marinem). W 2010 r. podzielił I m. w Palaiochorze (wspólnie z Dmitrijem Swietuszkinem i Aleksandrem Zubariewem) oraz w Retimno (wspólnie m.in. z Gabrielem Sargissjanem i Mircea Parligrasem). W 2011 r. podzielił I m. w Palaiochorze (wspólnie z Alberto Davidem) i Retimnie (wspólnie m.in. z Ołeksandrem Ipatowem, Peterem Prohaszką i Marinem Bosiociciem). W 2013 r. zwyciężył (wspólnie z Rusłanem Ponomariowem) w indywidualnych mistrzostwach Ukrainy, rozegranych w Kijowie.
Reprezentant Ukrainy w turniejach drużynowych, m.in.:  na drużynowych mistrzostwach świata (w roku 2013); medalista: wspólnie z drużyną – brązowy (2013).
Najwyższy ranking w dotychczasowej karierze (stan na maj 2022) osiągnął 1 listopada 2015 r., z wynikiem 2717 punktów zajmował wówczas 34. miejsce na światowej liście FIDE, jednocześnie zajmując 3. wśród ukraińskich szachistów.